# Sunan
Sunan (en chino, 肃南; pinyin, Sùnán) es un condado autónomo bajo la administración directa de la ciudad-prefectura de Zhangye en la provincia de Gansu, República Popular China. Su población censada en 2014 fue de 37 579 habitantes, de los cuales 25 500 viven en áreas rurales, lo que representa el 68% del total.
A partir de 2014, el condado autónomo tiene 16 grupos étnicos, entre ellos Yugur , tibetano, Han y mongol. La población minoritaria es de 21 200 habitantes, lo que representa el 56.5% del total, la población Yugu es de 10 200 habitantes, con 27% de la población étnica total. Sunan es el único condado autónomo Yugur en China.
El 10 de octubre de 2018, el gobierno provincial de Gansu aprobó a Sunan retirarse de la lista de condados afectados por la pobreza.

## Toponimia
Sunan se llama así porque está al sur (南 nan) de Suzhou (Su 肃 abreviatura para Suzhou), su contra parte norte es Subei. El 20 de febrero de 1954, se estableció una región autónoma fusionando partes de Jiuquan, Gaotai, Zhangye, entre otros, y en octubre de 1955 se transformó en un condado autónomo.
Como las otras regiones autónomas, se caracteriza por estar asociada a un grupo étnico minoritario, en este caso, los Yugur.

## Administración
El condado de Sunan se divide en 8 pueblos que se administran en 3 poblados, 2 villas y 3 villas étnicas.

## Geografía
El condado autónomo de Sunan consta de tres áreas separadas: el distrito de Mínghua, situado en las llanuras en el noroeste,  el distrito de Huángcheng, ubicado en las montañas en el sureste, y la parte principal del condado ubicado en las montañas Qilian .
El condado de Shandan está está ubicado en el centro del Corredor del Hexi. Tiene 650 kilómetros de este a oeste y de 120 a 200 kilómetros de norte a sur, con un área total de 23 800 kilómetros cuadrados, la más grande de toda la región. La mayoría del condado autónomo de Sunan se encuentra en las montañas Qilian, con una longitud de 400 kilómetros, con una altitud que va de 2000 hasta 3500 metros sobre el nivel del mar, sin embargo hay muchos picos que superan los 5000 m s. n. m. En las montañas por encima de los 4700 metros sobre el nivel del mar, la nieve se distribuye durante todo el año y hay glaciares. Es una de las principales fuentes de riego agrícola en Hexi. El Poblado Hongwansi (红湾寺镇) que es la sede de gobierno local está ubicado en las laderas de las montañas Qilian a unos 2300 m s. n. m. y en las orillas del río Ejin.

## Recursos
A partir de 2014, el condado autónomo de Sunan tiene 1,7 millones de hectáreas de pastizales y 70 000 mu de tierras cultivadas. Hay 31 tipos de minerales metálicos y no metálicos. Hay 33 ríos, el área total  de drenaje es de 21 500 kilómetros cuadrados, el volumen anual de agua es de 4,3 mil millones de metros cúbicos y las reservas de energía de agua son de 2,04 millones de kilovatios. La montaña Qilian atraviesa todo el territorio, y en sus picos las reservas totales de glaciares son de 15,9 mil millones de metros cúbicos, y hay 330 000 hectáreas de bosques de conservación de agua. Es la "línea vital" y el "reservorio verde" en la región de Hexi e incluso en el oeste de Mongolia Interior.